# Søpavillonen
Søpavillonen er en restaurant beliggende på Gyldenløvesgade 24 ved Søerne i København tegnet af Vilhelm Dahlerup og opført 1894-95. Bygningen var oprindeligt beregnet til Kjøbenhavns Skøjteløberforening, men blev solgt til restauratør Oscar Davidsen i 1965, og er siden blevet benyttet til diskotek og restaurant. I foråret 2019 overtog chefkokken Frederik Bille Brahe i samarbejde med iværksætterne Simon Frank, Simon Lennet & Jon Vanggaard, Søpavillonen og har siden omdannet lokalerne til restaurant og natklub. Restauranten  har navnet Babylon og Politiken kvitterede med en 4-stjernet anmeldelse af restauranten.
Dahlerup havde allerede i 1884 opført Langeliniepavillonen (nedrevet 1902) og havde således erfaring med opgaven.
Bygningen var en overgang truet af nedrivning, da der forelå et forslag fra Jørn Utzon om at bygge en svømmehal på pavillonens plads. Den blev imidlertid fredet i 1984.
Søpavillonen har i mange år været brugt til events og fester som firmaarrangementer, julefrokoster og lignende. De mange fester har givet bygningen de lidet flatterende tilnavne "Klamydiaslottet", "Klamydiapaladset" og "Herpesborgen".